# Felix Fischer (Volleyballspieler)
Felix Fischer (* 27. Februar 1983 in Berlin) ist ein deutscher Volleyball-Nationalspieler.

## Karriere
Felix Fischer begann seine Karriere bei Post Telekom Berlin. Anschließend spielte er in den Jugend-Mannschaften der SC Eintracht Innova Berlin, des Berliner TSC und beim VC Olympia Berlin. Von 2003 bis 2009 spielte er in der Bundesliga-Mannschaft des SCC Berlin, mit der er 2004 Deutscher Meister wurde. 2009 wechselte Felix Fischer zum französischen Spitzenclub Paris Volley. Nach einer Saison kehrte er zum SCC Berlin zurück. Dort wurde er 2011 Vizemeister und 2012, 2013 sowie 2014 Deutscher Meister. 2016 wurde Fischer mit den Berlinern erneut Deutscher Meister und gewann den DVV-Pokal sowie den CEV-Pokal. Fischer beendete 2017 seine Profi-Karriere.
Felix Fischer spielte 39-mal für die A-Nationalmannschaft.

## Privates
Felix Fischer ist der Bruder der Beachvolleyball-Spielerin Frederike Fischer.